# Tope de pensiones
Tope de pensiones es una ley formulada en 1984 por el gobierno de Felipe González. Este 'tope' consistió y consiste en poner un límite en la pensión de un jubilado que con su cotización tendría derecho a una pensión mayor, actualmente el tope está en los 42.829,29 euros anuales para 2023, tras la última revalorización de las pensiones conforme al IPC. 
Lo que originariamente fue una medida temporal para un tiempo y una economía concreta ha prevalecido año tras año, pese a que los tiempos y las situaciones económicas han ido cambiando.
El tope máximo de las pensiones públicas, incluidas las de la Seguridad Social, fue establecido por la Ley 44/1983, de 28 de diciembre, de Presupuestos Generales del Estado para 1984, fijándose en aquel momento como importe máximo a percibir por el pensionista, la cuantía de la base máxima de cotización a la Seguridad Social vigente en el año precedente (1983).

## Historia
En 1984 el que fuera presidente del gobierno Felipe González impulsó la ley conocida como «tope de pensiones». Esta ley se creó para superar la crisis que marcaba esa época, pero sobre todo por el déficit que tenía la Seguridad Social. Con esta ley se logró ahorrar cerca de siete mil millones de euros y los cotizantes salvaron al gobierno y a la economía española de esa crisis.
En el Preámbulo de la ley, el Título IV, dice: “El Capítulo II contiene las limitaciones del señalamiento inicial de las pensiones públicas, instrumentando un sistema de limitación máxima. Esta limitación es ya TRADICIONAL en nuestro sistema de pensiones, alterándose, exclusivamente, el importe máximo”.

## Estadísticas
Aquí se muestran los datos de topes de la Seguridad Social.

## Grupos de Jubilados en contra del 'tope'
-          Asociación de Jubilados de Colegios Profesionales
-          Confederación Española de Organizaciones de Mayores (CEOMA)
-          Confederación de Asociaciones de Jubilados Pensionistas y Mayores (CAJUMA)
-          Sección Nacional de Médicos Jubilados del Consejo General de Colegios Médicos de España (Organización Médica Colegial)
-          Federación de Profesionales Pensionistas y Mayores (FAPROPEM)
-          Asociación Española de Jubilados y Pensionistas de Organismos Sociales
-          Hermandad de Jubilados de los Ministerios de Comercio, Economía y Hacienda